# ФК Пайде
Пайде Линамеесконд (на естонски: Paide Linnameeskond) е естонски футболен отбор от град Пайде.

## История
Клубът е основан през 1990 г. През 2008 година „Пайде“ заема 4 място в Есилигата и заради победата си в предишните мачове срещу „Вапрус“ из Тарту, клубът получава правото да играу във висшата лига на страната. През сезон 2009 отбора заема 9 място в Премиум Лигата и играе плейоф за оставане в групат срещу „Валга“. В Купата на Естонии 2013/14 отборът достига до 1/8 финала, където губи с резултат 1:0 от „Куресааре“. През 2014 година отбора става 6-и в Премиум Лигата. През сезон 2014/15 за пръп път в историята си достига до финал в Купата на Естония, който губи с 2:0 от талинския „Ньоме Калю“. През сезон 2015 година отборът завършва на 7 място.
От 7 ноември 2016 година начело на отбора застава Вячеслав Заховайко, сменил на този пост Меелис Рооба.

## Отличия
- Мейстрилийга
  -  Трето място (3): 2021, 2022, 2024
- Купа на Естония
  -  Финалист (2): 2014/15, 2023/24
- Суперкупа на Естония
  -  Носител (1): 2023
  -  Финалист (1): 2021